# Мартино, Херардо
Хера́рдо Даниэ́ль «Тата» Марти́но (исп. Gerardo Daniel "Tata" Martino; 20 ноября 1962, Росарио) — аргентинский футболист и футбольный тренер.

## Карьера

### Игровая
Большую часть карьеры Херардо провёл в клубе «Ньюэллс Олд Бойз» из своего родного города Росарио. Рекордсмен клуба по количеству проведённых матчей во всех турнирах (505). Также в 2003 году в результате опроса его признали лучшим игроком «Ньюэллс» за всю историю.

### Тренерская
27 сентября 2016 года было объявлено о назначении Мартино на пост главного тренера новообразованного клуба MLS «Атланта Юнайтед», который начал выступление в лиге с сезона 2017. 23 октября 2018 года «Атланта Юнайтед» объявила, что Мартино не будет продлевать контракт и покинет клуб по окончании сезона 2018. В регулярном чемпионате 2018 года «Атланта Юнайтед» стала самой результативной командой лиги с 70 забитыми голами, а Мартино был удостоен звания тренера года. Команда под его руководством завершила сезон с чемпионским титулом — в матче за Кубок MLS 2018 был обыгран «Портленд Тимберс».
7 января 2019 года Мартино был назначен главным тренером сборной Мексики. 22 марта выиграл свой первый матч с Мексикой, победив Чили в товарищеской встрече со счётом 3:1. Позже в том же году он с Мексикой выиграл Золотой кубок КОНКАКАФ, одолев в финале турнира принципиальных соперников из США со счётом 1:0, что стало его первым титулом на уровне национальных сборных. Однако в 2021 году Мартино проиграл США оба континентальных турнира — Лигу наций КОНКАКАФ и Золотой кубок КОНКАКАФ. На чемпионате мира 2022 он привёл Мексику к её самому крупному провалу на мундиалях за последние 44 года: сборная заняла третье место в группе, уступив Польше по разнице мячей, и впервые с 1978 года не смогла преодолеть групповой этап. После заключительного матча в группе против Саудовской Аравии Мартино завершил свой контракт в качестве главного тренера сборной Мексики.
28 июня 2023 года Мартино вернулся в MLS, возглавив клуб «Интер Майами». 19 августа в финале Кубка лиг 2023 его «Интер Майами» обыграл «Нэшвилл» в серии послематчевых пенальти и завоевал первый трофей в своей истории.

## Достижения

### В качестве игрока
«Ньюэллс Олд Бойз»
- Чемпион Аргентины (3): 1987/88, 1990/91, 1991/92 (Клаусура)

### В качестве главного тренера
«Либертад»
- Чемпион Парагвая (3): 2002, 2003, 2006

«Серро Портеньо»
- Чемпион Парагвая: 2004

«Ньюэллс Олд Бойз»
- Чемпион Аргентины: 2012/13 (Торнео Финаль)

«Барселона»
- Обладатель Суперкубка Испании: 2013

Сборная Аргентины
- Серебряный призёр Кубка Америки (2): 2015, 2016

«Атланта Юнайтед»
- Чемпион MLS (обладатель Кубка MLS): 2018

 «Интер Майами»
- Победитель регулярного чемпионата MLS: 2024
- Обладатель Кубка лиг: 2023

Сборная Мексики
- Победитель Золотого кубка КОНКАКАФ: 2019
- Серебряный призёр Золотого кубка КОНКАКАФ: 2021
- Серебряный призёр Лиги наций КОНКАКАФ: 2019/20

### Индивидуальные
- Тренер года в Южной Америке: 2007
- Тренер года в MLS: 2018

## Статистика тренера
| Команда           | Страна    | Начало работы   | Окончание работы | Результаты | Результаты | Результаты | Результаты | Результаты |
| Команда           | Страна    | Начало работы   | Окончание работы | И          | В          | Н          | П          | П %        |
| ----------------- | --------- | --------------- | ---------------- | ---------- | ---------- | ---------- | ---------- | ---------- |
| Альмиранте Браун  | Аргентина | 1 января 1998   | 31 декабря 1998  | 32         | 13         | 6          | 13         | 40,63      |
| Платенсе          | Аргентина | 1 января 1999   | 31 декабря 1999  | 19         | 4          | 5          | 10         | 21,05      |
| Институто         | Аргентина | 1 января 2000   | 31 декабря 2000  | 42         | 24         | 11         | 7          | 57,14      |
| Либертад          | Парагвай  | 1 января 2002   | 30 июня 2003     | 81         | 42         | 20         | 19         | 51,85      |
| Серро Портеньо    | Парагвай  | 1 июля 2003     | 31 декабря 2004  | 46         | 29         | 10         | 7          | 63,04      |
| Колон             | Аргентина | 8 марта 2005    | 13 сентября 2005 | 21         | 7          | 8          | 6          | 33,33      |
| Либертад          | Парагвай  | 1 января 2006   | 31 декабря 2006  | 76         | 38         | 20         | 18         | 50,00      |
| Сборная Парагвая  | Парагвай  | 1 марта 2007    | 31 июля 2011     | 70         | 27         | 20         | 23         | 38,57      |
| Ньюэллс Олд Бойз  | Аргентина | 1 января 2012   | 22 июля 2013     | 72         | 37         | 17         | 18         | 51,39      |
| Барселона         | Испания   | 23 июля 2013    | 30 июня 2014     | 59         | 40         | 11         | 8          | 67,80      |
| Сборная Аргентины | Аргентина | 13 августа 2014 | 5 июля 2016      | 29         | 20         | 4          | 5          | 68,97      |
| Атланта Юнайтед   | США       | 1 января 2017   | 31 декабря 2018  | 78         | 42         | 16         | 20         | 53,85      |
| Сборная Мексики   | Мексика   | 7 января 2019   | 30 ноября 2022   | 66         | 42         | 11         | 13         | 63,64      |
| Интер Майами      | США       | 28 июня 2023    | н. в.            | 56         | 31         | 10         | 15         | 55,36      |
| Всего             | Всего     | Всего           | Всего            | 747        | 396        | 169        | 182        | 53,01      |